# اس‌اس مالمو (۱۹۱۸)
اس‌اس مالمو (۱۹۱۸) (به انگلیسی: SS Malmö (1918)) یک کشتی بود که طول آن ۲۱۷ فوت ۱ اینچ (۶۶٫۱۷ متر) بود. این کشتی در سال ۱۹۱۸ ساخته شد.